# Òlenos
|  | Per a altres significats, vegeu «Òlenos (Etòlia)». |

Òlenos (grec antic: Ὤλενος, gentilici Ὠλένιος, català oleni) fou una ciutat d'Acaia, una de les dotze ciutats originals de la Lliga Aquea. Era situada a la costa a l'esquerra del Peiros, entre Dime i Patres (més a prop a la primera). Homer la menciona al «Catàleg de les naus» a la Ilíada. Quan la Lliga Aquea fou restablerta el 280 aC la ciutat encara existia, però no es va unir a la Lliga. No gaire després els habitants es van retirar a les ciutats veïnes de Peires (Πειραί), i Euritees (Εὐρυτειαί), i també a Dime, i finalment va romandre deshabitada.
En temps d'Estrabó ja era en ruïnes i el seu territori havia passat a fer part del de Dime.